# 胡信之
胡信之（1890年—1925年7月29日），笔名寄韬，北京人，中华民国大陆时期新闻工作者，五卅运动时期因宣传工人运动被军阀张宗昌下令枪决。

## 生平
胡信之1890年生于北京，其父为晚清举人，曾任知县，家境清贫。毕业于北京大学后，约1915至1916年间赴青岛谋生，在《中国青岛报》任记者，其文常抨击时弊。1923年，时任青岛总商会会长隋石卿创办《青岛晨报》，任社长，胡信之任总编辑，但不久即因与隋石卿意见不合而退出，该报亦于次年终刊。约1924年3月，胡信之在胶澳商埠观象台任职，期间于五九国耻日与毕业于北京大学地质系的湖南人熊冲等人成立“志学社”，以钻研学术、砥砺德行、救国救民为宗旨。
胡信之从观象台离职后，于1924年9月与刘祖乾（一说刘祖谦）、段子涵等人创办《青岛公民报》，自任主笔。该报9月10日创刊时，隋石卿曾撰写贺词。据五卅运动时期青岛学生代表李萼撰文回忆，广东军阀陈炯明为与北洋军阀联系，拟在北方开办或收买一报社，遂开办《青岛公民报》，广东人刘祖谦任社长，胡信之为主笔，而胡信之思想进步，曾与《中国青岛报》社长尹筱农“打笔仗”云云。另有资料提及《青岛公民报》对开四版，为日报，初创时以“提倡实业”为宗旨，胡信之开辟“公民俱乐园”、“公民言论”等栏目，以供民众发表意见、评论国事。又称邓恩铭等中共党员曾在该报发表文章。
1925年4月，青岛日资纱厂工人发动罢工，胡信之发文支持工人、谴责日本厂主虐待工人，并开辟“工潮特载”栏目以报导工运信息。5月29日，胶澳商埠督办温树德武力镇压罢工，造成8死17伤、75人被捕，史称“青岛惨案”，次日上海发生五卅惨案，合称“青沪惨案”。惨案发生后，胡信之与段子涵组织青岛各报刊记者举行联席会议，号召报界齐心协力声援工人，同时与青岛民众团体领袖酆洗元等一同向胶澳商埠督办公署、警察厅要求释放被捕工人。6月上旬，熊冲倡议召开市民雪耻大会，胡信之为其免费在公民报上刊登启事，报社遂成为大会联络点，胡信之自愿任宣传员。
6月16日，青岛各界举行雪耻大会，与会者呼吁英、日工厂商店工人罢工，码头工人拒绝装卸英、日货物，后提出与英日经济绝交。而商会会长隋石卿等商界人士认为对日经济绝交会极大打击青岛经济，主张只对英国经济绝交，引起工人、学生不满。6月30日五卅惨案满月之日，约三万市民在齐燕会馆举行青沪粤汉死难烈士追悼会，胡信之在会上宣读祭文。7月初，胡信之发表社论《还要认定步骤向前去干》，抨击仅与英国经济绝交的言论，称持此观点者媚日，“坐食其肉，寝其皮，亦不足以蔽其辜也”，又称北洋政府“不但不能为国家福，反而为国累……要从根本上推翻现政府，造成有组织的国家，然后人民才能有真正的保障”。
胡信之的言论引起商界巨头不满，据称隋石卿等富商与13个团体联名上书控告《青岛公民报》鼓动工潮、宣传异端邪说，请求胶澳商埠督办公署严加制裁。工人代表傅书堂、伦克忠、学生代表李萼等人曾向报社透露隋石卿已向山东督军张宗昌告状，想借刀杀人，建议报社缓和言论，胡信之未听取建议。7月8日，胡信之发表《胡信之紧急声明》，称自己在新闻界向来正大光明，与“社会恶魔”周旋不屈于势利，“某某有以对待丁敬臣之法对待鄙人，此其受某国之使命，而欲置鄙人于死地也无疑。不过鄙人千里来此，早置死于度外……为争社会之正义死，在鄙人固死得其所，然光脚不怕穿鞋的，我不得其死，彼又安得其生？！”
7月25日，张宗昌抵青亲自指挥镇压工运。当晚，隋石卿等商界人士设宴款待张宗昌。7月26日，胡信之在公民报刊发短评，称商会为罢工同胞不肯出分文，献媚高官却一夜花费5000元，且在抵制日货高潮中将巨款花在日本旅馆中却不照顾中国旅馆。同日，张宗昌下令查封报社，以“肆意行邪论，鼓动风潮，扰乱社会，引起重大纠纷，群情慌惧”之罪名逮捕胡信之、段子涵等。7月29日下午7时，胡信之与中共党员、工运领袖李慰农在团岛被枪决，时年35岁。